# Saint-Éloi (Nièvre)
Saint-Éloi és un municipi francès, situat al departament del Nièvre i a la regió de Borgonya - Franc Comtat. L'any 2007 tenia 1.969 habitants.

## Demografia

### Població
El 2007 la població de fet de Saint-Éloi era de 1.969 persones. Hi havia 770 famílies, de les quals 141 eren unipersonals (51 homes vivint sols i 90 dones vivint soles), 283 parelles sense fills, 299 parelles amb fills i 47 famílies monoparentals amb fills.
La població ha evolucionat segons el següent gràfic:
Habitants censats

### Habitatges
El 2007 hi havia 811 habitatges, 771 eren l'habitatge principal de la família, 17 eren segones residències i 23 estaven desocupats. 773 eren cases i 27 eren apartaments. Dels 771 habitatges principals, 692 estaven ocupats pels seus propietaris, 68 estaven llogats i ocupats pels llogaters i 11 estaven cedits a títol gratuït; 7 tenien una cambra, 35 en tenien dues, 91 en tenien tres, 221 en tenien quatre i 416 en tenien cinc o més. 600 habitatges disposaven pel capbaix d'una plaça de pàrquing. A 250 habitatges hi havia un automòbil i a 493 n'hi havia dos o més.

### Piràmide de població
La piràmide de població per edats i sexe el 2009 era:
| Homes | Edats   | Dones |
| ----- | ------- | ----- |
| 0     | 95 o +  | 0     |
| 0     | 90 a 94 | 8     |
| 4     | 85 a 89 | 8     |
| 4     | 80 a 84 | 4     |
| 16    | 75 a 79 | 12    |
| 28    | 70 a 74 | 44    |
| 24    | 65 a 69 | 28    |
| 52    | 60 a 64 | 32    |
| 40    | 55 a 59 | 64    |
| 92    | 50 a 54 | 60    |
| 120   | 45 a 49 | 132   |
| 88    | 40 a 44 | 84    |
| 80    | 35 a 39 | 68    |
| 56    | 30 a 34 | 52    |
| 40    | 25 a 29 | 44    |
| 68    | 20 a 24 | 36    |
| 92    | 15 a 19 | 56    |
| 57    | 10 a 14 | 60    |
| 72    | 5 a 9   | 64    |
| 72    | 0 a 4   | 36    |

## Economia
El 2007 la població en edat de treballar era de 1.342 persones, 952 eren actives i 390 eren inactives. De les 952 persones actives 891 estaven ocupades (453 homes i 438 dones) i 61 estaven aturades (31 homes i 30 dones). De les 390 persones inactives 162 estaven jubilades, 95 estaven estudiant i 133 estaven classificades com a «altres inactius».

### Ingressos
El 2009 a Saint-Éloi hi havia 784 unitats fiscals que integraven 2.000,5 persones, la mediana anual d'ingressos fiscals per persona era de 20.954 €.

### Activitats econòmiques
Dels 101 establiments que hi havia el 2007, 6 eren d'empreses extractives, 1 d'una empresa alimentària, 2 d'empreses de fabricació de material elèctric, 11 d'empreses de fabricació d'altres productes industrials, 20 d'empreses de construcció, 30 d'empreses de comerç i reparació d'automòbils, 4 d'empreses de transport, 4 d'empreses d'hostatgeria i restauració, 1 d'una empresa d'informació i comunicació, 5 d'empreses immobiliàries, 13 d'empreses de serveis i 4 d'empreses classificades com a «altres activitats de serveis».
Dels 28 establiments de servei als particulars que hi havia el 2009, 5 eren tallers de reparació d'automòbils i de material agrícola, 1 establiment de lloguer de cotxes, 3 paletes, 3 guixaires pintors, 2 fusteries, 8 lampisteries, 1 electricista, 1 empresa de construcció, 3 veterinaris i 1 restaurant.
Dels 6 establiments comercials que hi havia el 2009, 1 era un supermercat, 1 una botiga de menys de 120 m², 1 una botiga de congelats i 3 botigues de roba.
L'any 2000 a Saint-Éloi hi havia 18 explotacions agrícoles que ocupaven un total de 366 hectàrees.

## Equipaments sanitaris i escolars
El 2009 hi havia 1 escola maternal i 1escola elemental.

## Poblacions més properes
El següent diagrama mostra les poblacions més properes.